# El Foqra
El Foqra (àrab شڭران) és una comuna rural de la província de Khouribga de la regió de Béni Mellal-Khénifra. Segons el cens de 2014 tenia una població total de 3.154 persones.